# Santa Maria Air Force Base
Santa Maria Air Force Base är en flygbas i Brasilien.   Den ligger i kommunen Santa Maria och delstaten Rio Grande do Sul, i den södra delen av landet, 1 700 km söder om huvudstaden Brasília. Santa Maria Air Force Base ligger 86 meter över havet.
Terrängen runt Santa Maria Air Force Base är platt åt sydväst, men åt nordost är den kuperad. Runt Santa Maria Air Force Base är det glesbefolkat, med 13 invånare per kvadratkilometer.. Närmaste större samhälle är Santa Maria, 11,9 km väster om Santa Maria Air Force Base.
Trakten runt Santa Maria Air Force Base består i huvudsak av gräsmarker.